# Baretta
Baretta foi um seriado americano transmitido pela rede de TV ABC, de 17 de Janeiro de 1975 á 18 de Maio de 1978.
Atualmente é exibida na Rede Brasil de Televisão para transmissão na TV aberta brasileira.

## Sobre a Série
Tony Baretta era um detetive do Estado da Califórnia, que morava no apartamento 2-C de um hotel, com seu Cacatua (espécie de papagaio originário da Oceania) chamado Fred. Ele era um profissional pouco convencional que levava uma vida excêntrica. Devido ao seu modo de vida, Baretta sempre se recusava trabalhar com parceiros e resolvia seus casos através de informantes de rua, como o personagem  Galo, interpretado por Michael D. Roberts, responsável por grande parte do humor da série. Baretta era muito bom em disfarces, que usava para se infiltrar nas gangues da cidade e desvendar os mais diversos crimes.

## História
A série foi uma versão mais suave de uma outra bem-sucedida da rede de TV ABC, Toma, que foi ao ar nos anos 1973 e 1974, estrelada por Tony Musante como um policial de Nova Jersey, que gostava de se disfarçar. Apesar de popular, o seriado Toma recebeu intensas críticas na época por sua representação realista e a freqüente exibição da violência policial e criminal. Quando Musante deixou a série após uma única temporada, o conceito foi refeito como Baretta, com Robert Blake no papel principal.